# Walther Dobbelmann
Walther Dobbelmann (* 28. Juli 1874 in Siegburg; † 11. Januar 1956 in Aachen) war ein deutscher Politiker.

## Leben
Als Sohn eines Kaufmanns geboren, studierte Dobbelmann nach dem Besuch des Gymnasiums in Siegburg Rechtswissenschaften in Marburg und Bonn. Während seines Studiums wurde er 1895 Mitglied der Burschenschaft Arminia Marburg. Nach seinem Examen und Referendariat wurde er 1906 Bürgermeister in Stolberg. Am Ersten Weltkrieg nahm er als Offizier teil und wurde 1922 Major der Reserve. Er wurde 1918 und 1930 wiedergewählt und beantragte erst auf Druck der NSDAP seine Pensionierung, die am 1. Oktober 1934 erfolgte. Er war Mitglied der Deutschnationalen Volkspartei (DNVP). 1934 ging er nach Aachen, wo er bis 1954 in der Gemeindeverwaltungs- und Sparkassenschule als Studienleiter arbeitete.
In Stolberg ist die Walther-Dobbelmann-Straße nach ihm benannt.